# MLB Japan All-Star Series
Die MLB Japan All-Star Series ist eine Serie von Spielen, die von 1986 bis 2006 alle zwei Jahre zwischen den All-Star-Teams der Major League Baseball (MLB) und von Nippon Professional Baseball (NPB) ausgetragen wurde. Unter der gleichen Bezeichnung tritt seit 2014 die japanische Baseball-Nationalmannschaft (bekannt als Samurai Japan) gegen die MLB All-Stars an. Die Amerikanische, Kanadische und Japanische Nationalhymne werden vor allen Spielen gespielt.

## MLB All-Stars gegen NPB All-Stars (1986–2006)
| Jahr  | Serie                                              | MLB All-Stars gewann                               | NPB All-Stars gewann (1986–98 als All-Japan)       | Unentschieden                                      | Bester Spieler (MVP)                               |
| 1986  | Best-of-7                                          | 6 Spiele                                           | 1 Spiel                                            | 0 Spiele                                           | Tony Peña (MLB)                                    |
| 1988  | Best-of-7                                          | 3 Spiele                                           | 2 Spiele                                           | 2 Spiele                                           | Barry Larkin (MLB)                                 |
| 1990  | Best-of-8                                          | 3 Spiele                                           | 4 Spiele                                           | 1 Spiel                                            | Ken Griffey, Jr. (MLB)                             |
| 1992  | Best-of-8                                          | 6 Spiele                                           | 1 Spiel                                            | 1 Spiel                                            | Mark Grace (MLB)                                   |
| 1994  | Abgesagt (wegen Streik der MLB-Spieler)            | Abgesagt (wegen Streik der MLB-Spieler)            | Abgesagt (wegen Streik der MLB-Spieler)            | Abgesagt (wegen Streik der MLB-Spieler)            | Abgesagt (wegen Streik der MLB-Spieler)            |
| 1996  | Best-of-8                                          | 4 Spiele                                           | 2 Spiele                                           | 2 Spiele                                           | Steve Finley (MLB)                                 |
| 1998  | Best-of-8                                          | 6 Spiele                                           | 2 Spiele                                           | 0 Spiele                                           | Sammy Sosa (MLB)                                   |
| 2000  | Best-of-8                                          | 5 Spiele                                           | 2 Spiele                                           | 1 Spiel                                            | Barry Bonds (MLB)                                  |
| 2002  | Best-of-8                                          | 5 Spiele                                           | 3 Spiele                                           | 0 Spiele                                           | Torii Hunter (MLB)                                 |
| 2004  | Best-of-8                                          | 5 Spiele                                           | 3 Spiele                                           | 0 Spiel                                            | Vernon Wells (MLB)                                 |
| 2006  | Best-of-5                                          | 5 Spiele                                           | 0 Spiele                                           | 0 Spiele                                           | Ryan Howard (MLB)                                  |
| 2008  | Ausgefallen (zugunsten des World Baseball Classic) | Ausgefallen (zugunsten des World Baseball Classic) | Ausgefallen (zugunsten des World Baseball Classic) | Ausgefallen (zugunsten des World Baseball Classic) | Ausgefallen (zugunsten des World Baseball Classic) |
| 2010  | Ausgefallen (zugunsten des World Baseball Classic) | Ausgefallen (zugunsten des World Baseball Classic) | Ausgefallen (zugunsten des World Baseball Classic) | Ausgefallen (zugunsten des World Baseball Classic) | Ausgefallen (zugunsten des World Baseball Classic) |
| 2012  | Ausgefallen (zugunsten des World Baseball Classic) | Ausgefallen (zugunsten des World Baseball Classic) | Ausgefallen (zugunsten des World Baseball Classic) | Ausgefallen (zugunsten des World Baseball Classic) | Ausgefallen (zugunsten des World Baseball Classic) |
|       |                                                    |                                                    |                                                    |                                                    |                                                    |
| Total | MLB 9–1 NPB                                        | 48 Spiele                                          | 20 Spiele                                          | 7 Spiele                                           | MLB 10–0 NPB                                       |

## MLB All-Stars gegen Samurai Japan (seit 2014)
Die Japan All-Star Series wurde 2014 nach einer achtjährigen Unterbrechung wieder fortgeführt. Der neue NPB-Vorsitzende, Katsuhiko Kumazaki, gab bekannt, dass ab 2014 anstelle einer NPB All-Star-Aufstellung die japanische Nationalmannschaft an der Serie teilnehmen werde. Im Grunde sind die MLB All-Stars einem All-Star-Team der Welt gleichzusetzen; daher war es laut dem NPB-Vorsitzenden eine gute Gelegenheit für die Nationalmannschaft, für den bevorstehenden World Baseball Classic im Jahr 2017 Erfahrungen zu sammeln. Japan als Außenseiter gewann die Serie unerwartet mit 3 zu 2 Spielen. Am 1. Mai 2018 wurde bekanntgegeben, dass die MLB Japan All-Star Series im Jahr 2018 als Best-of-6 Serie wieder gegen die japanische Nationalmannschaft ausgespielt werde.
| Jahr         | Serie       | MLB All-Stars gewann | Japan gewann | Unentschieden | Bester Spieler (MVP) |
| 2014         | Best-of-5   | 2 Spiele             | 3 Spiele     | 0 Spiele      | Yuki Yanagita (JPN)  |
| 2018 Details | Best-of-6   | 1 Spiel              | 5 Spiele     | 0 Spiele      |                      |
|              |             |                      |              |               |                      |
| Total        | MLB 0–1 JPN | 3 Spiele             | 8 Spiele     | 0 Spiele      | MLB 0–1 JPN          |